# Єрмолаєв Єр-2
Єр-2 (до 1941 року — ДБ-240) — радянський двомоторний дальній бомбардувальник часів Другої світової війни. Розроблений в ОКБ-240 на основі конструкції пасажирського літака «Сталь-7» створеного Роберто Бартіні.

## Історія створення
Двомоторний дальній бомбардувальник ДБ-240 розроблявся на основі пасажирського літака «Сталь-7», який не був запущений в серійне виробництво, оскільки конструктор літака Роберто Бартіні був репресований. Керівництво над бюро перейняв Володимир Єрмолаєв, який продовжив роботи над проектами Бартіні, в тому числі над ДБ-240. Розробка почалась ще в 1938 році, але остаточні специфікації були сформовані тільки в липні 1939 року. На новому бомбардувальнику мали використовуватись перспективні двигуни М-106 або М-120, завдяки яким, ДБ-240 мав значно перевершити ДБ-3 (і Іл-4) в льотних характеристиках і бомбовому навантаженні.
Від «Сталь-7» ДБ-240 отримав характерне крило типу «зворотна чайка», але однокілевий хвіст став двокілевим, а змішаний фюзеляж став суцільнометалевим. До травня 1940 року двигуни М-106 ще не були готовими, тому на дослідний варіант поставили двигуни М-105 потужністю 1100 к.с. Хоча через слабший двигун літак і не показав розрахункових характеристик, він все одно був кращим за Іл-4. Тому літак було вирішено пустити в серійне виробництво з двигунами М-105, для цього виділили потужності на заводі № 18 в Воронежі. Також розглядались варіанти з двигунами АМ-37/37 (1350—1400 к.с.), але вони в серію не пішли. Через евакуацію 18-го заводу виробництво ДБ-240 було припинене в жовтні 1941, і не було відновлене. Проте з грудня 1943 року почалось виробництво Єр-2 з дизельними двигунами АЧ-30Б на заводі № 39 в Іркутську, яке тривало до закінчення війни.

## Основні модифікації
- Єр-2 з двигунами М-105 — захисне озброєння — 3 7,92-мм кулемети ШКАС в носовій установці, верхній турелі і нижньому вікні. Стандартне бомбове навантаження — 1000 кг, максимальне — 3000 кг. Виготовлявся з квітня по вересень 1941 року. (71 екз.)
- Єр-2 з двигунами АЧ-30Б — захисне озброєння — 2 12,7-мм кулемети УБТ в носовій і нижній установках, 20-мм гармата ШВАК в верхній турелі. Стандартне бомбове навантаження — 1000 кг, максимальне — 5000 кг. Виготовлявся з грудня 1943 по серпень 1945 року. (299 екз.)

## Тактико-технічні характеристики

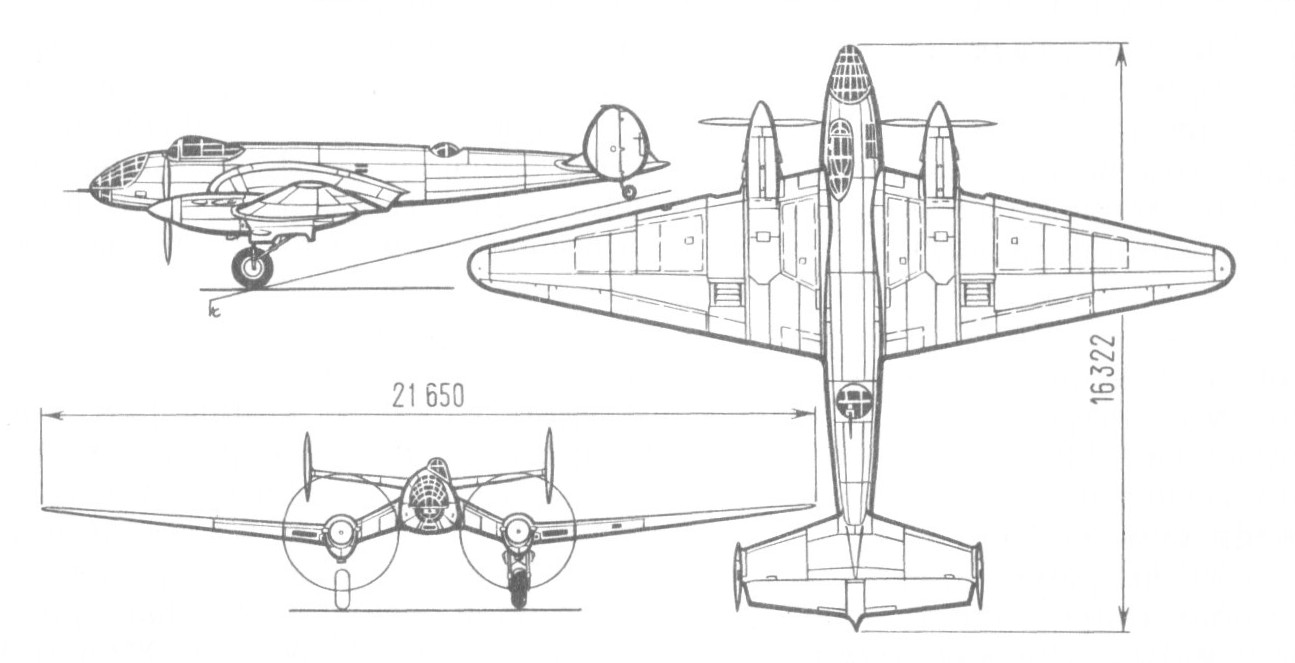

|                       |                       | Єр-2 двигуни М-105 | Єр-2 двигуни АЧ-30Б |
| --------------------- | --------------------- | ------------------ | ------------------- |
| Довжина               | Довжина               | 16,23 м            | 16,65 м             |
| Висота                | Висота                | 4,82 м             | 4,82 м              |
| Розмах крил           | Розмах крил           | 21,65 м            | 23,01 м             |
| Площа крил            | Площа крил            | 72,1 м²            | 79,1 м²             |
| Маса                  | пустого               |                    | 10 820 кг           |
| Маса                  | спорядженого          | 12 000 кг          | 14 825 кг           |
| Маса                  | максимальна злітна    | 13 460 кг          | 18 415 кг           |
| Двигуни               | Двигуни               | 2 × М-105          | 2 × АЧ-30Б          |
| Потужність            | Потужність            | 2 × 1100 к. с.     | 2 × 1500 к. с.      |
| Максимальна швидкість | Максимальна швидкість | 445 км/год         | 415 км/год          |
| Дальність польоту     | Дальність польоту     | 4100 км            | 5300 км             |
| Практична стеля       | Практична стеля       | 7700 м             | 7500 м              |
| Швидкопідйомність     | Швидкопідйомність     | 5,5 м/с            |                     |

## Історія використання
Першими літом 1941 року Єр-2 отримали 420-ий і 421-ий авіаполки особливого призначення, в які ввійшли найдосвідченіші пілоти цивільної авіації. Першим бойовим вильотом для Єр-2 в складі цих полків став наліт на Берлін 11 серпня 1941 року, але з трьох посланих Єр-2 повернувся тільки один. 28 серпня і 1 вересня невеликі групи Єр-2 бомбили Кенігсберг, потім була проведена ціла низка нальотів на залізничні вузли на окупованих територіях — Орша, Вітебськ, Смоленськ, Псков і інші. 18-20 вересня через складну ситуацію на фронті Єр-2 бомбили німецькі війська поблизу Дем'янська, згодом такі нальоти продовжувались. Оскільки Єр-2 здебільшого діяв днем, втрати були високими і вже в жовтні всі вцілілі (10 з початкових 40) Єр-2 420-го авіаполку були передані 421-му. 421-ий продовжував нести втрати і станом на 18 жовтня 1941 року залишалось тільки 14 Єр-2, з них 9 повністю боєздатних. З грудня 1941 року 421-ий авіаполк перейменували на 747-й авіаполк далекої дії, який перекинули під Москву. В серпні 1942 року він деякий час діяв під Сталінградом, але згодом його повернули в центральну ділянку фронту. Станом на 4 серпня 1942 року в полку залишилось тільки 10 Єр-2 в різному стані, і останній бойовий виліт першої партії літаків відбувся 8 серпня 1943 року.
З весни 1944 року в військові частини почали надходити Єр-2 з двигунами АЧ-30Б. Першими їх отримали 326-ий і 330-ий авіаполки далекої дії, пізніше ще декілька. Але літак вироблявся не надто швидко, а освоєння було повільним через проблеми з роботою двигуна, тому до грудня 1944 року жоден з 7 полків Єр-2 не був повністю укомплектованим і боєздатним. На початку 1945 року чотири полки (327-1, 328-й, 329-й і 332-й) ввійшли в 18-у бомбардувальну дивізію, яка взяла незначну участь в боях. 7-8 квітня Єр-2 327-го і 329-го полків бомбардували Кенігсберг, а пізніше підходи до Берліна. Загалом було здійснено 75 бойових літако-вильотів, що було майже невідчутно на фоні 5000 вильотів авіації далекої дії загалом в цей місяць.
В війні з Японією Єр-2 участі не брали і були списані в березні 1946 року.